# Hundra skolorna
Hundra skolorna (förenklad kinesiska: 諸子百家, kinesiska: 诸子百家, pinyin: zhūzǐ bǎijiā) var en period omkring 770 till 221 f.Kr. under tiden kring Vår- och höstperioden och De stridande staterna då många kinesiska filosofer verkade. Läror som konfucianism, daoism, mohism och legalism uppkom under denna tid.